# Synaphea diabolica
Synaphea diabolica är en tvåhjärtbladig växtart som beskrevs av R.Butcher. Synaphea diabolica ingår i släktet Synaphea och familjen Proteaceae. Inga underarter finns listade i Catalogue of Life.